# Mixaderus seychellarum
Mixaderus seychellarum is een keversoort uit de familie schijnsnoerhalskevers (Aderidae). De wetenschappelijke naam van de soort werd in 1917 gepubliceerd door George Charles Champion.